# موریس توئیلیر
موریس توئیلیر (به فرانسوی: Maurice Thuilière) نویسنده، استاد دانشگاه، شاعر، دیپلمات و روزنامه‌نگار قرن بیستم میلادی اهل فرانسه است.